# Dieter Wiedemann (Radsportler)
Dieter Wiedemann (* 17. Juni 1941 in Flöha, Sachsen) ist ein ehemaliger deutscher Radrennfahrer, der zunächst in der DDR, später in der Bundesrepublik aktiv war.

## Sportliche Laufbahn
Sein erster Sieg in der Leistungsklasse der DDR gelang ihm 1959 beim Straßenrennen in Frankenberg. Wiedemann, Schlosser von Beruf, wurde bereits als 19-Jähriger im Jahr 1960 DDR-Meister im Mannschaftszeitfahren mit dem SC Wismut Karl-Marx-Stadt. Er wurde bei der DDR-Rundfahrt 1961 Dritter und bei seinem ersten Auslands-Etappenrennen bei der Ägypten-Rundfahrt Siebter. Bei den DDR-Meisterschaften 1961 im Mannschaftszeitfahren holte er sich mit dem SC Wismut erneut eine Medaille, diesmal für den zweiten Platz. In der DDR-Rundfahrt 1961 gewann er das Bergzeitfahren. Zum ersten Mal nahm Wiedemann 1962 an der Drei-Länder-Etappenfahrt Internationale Friedensfahrt teil. Als einer der jüngsten der DDR-Mannschaft beendete er die Tour als Drittbester seines Teams auf dem 17. Platz. Zweitbester wurde er bei der 1962er DDR-Rundfahrt. Für die Friedensfahrt 1963 konnte sich Wiedemann, der nach der Auflösung des SC Wismut nun für den SC Karl-Marx-Stadt fuhr, nicht qualifizieren, nahm aber an der Österreich-Rundfahrt teil und wurde dort Zehnter. 1964 bestritt er seine zweite Friedensfahrt. Nachdem er sich anfänglich nur mit Mittelfeldplätzen begnügen musste, rückte er nach der achten Etappe auf Platz drei vor und verteidigte diesen Rang bis zum Ende der Tour.
Im Jahr 1964 flüchtete Wiedemann aus der DDR, indem er das Olympiaausscheidungsrennen in Gießen nutzte, um in der Bundesrepublik zu bleiben. Er ließ sich in Schweinfurt nieder, wurde Berufsfahrer und unterschrieb einen Profivertrag beim deutschen Radsportteam Torpedo. In seinem ersten Profijahr 1965 startete er bei der Straßen-Weltmeisterschaft, kam unter 56 gewerteten Fahrern aber nur auf Platz 50. Bei der Tour de Suisse 1965 wurde er nach einem dritten Platz auf der siebten Etappe im Endklassement als bester von fünf deutschen Fahrern Zehnter. Nach einem Jahr ohne nennenswerte Platzierungen wurde Wiedemann 1967 bei der Tour de France 52. unter 88 Endplatzierten. Bei der Straßen-WM schied er vorzeitig aus. Im selben Jahr gab er sein Debüt als Sechstagefahrer ab, konnte in Frankfurt/Main jedoch nur Letzter werden. 1968 fuhr er für die Radsportteams Frimatic (Frankreich) und Batavus-Continental (Niederlande), erreichte aber keine nennenswerten Ergebnisse mehr.

## Trivia
Wiedemann ist der Cousin von Wolfgang Lötzsch, welcher in der DDR als eines der größten Radsport-Talente galt.
Am 27. November 2014 beschloss der Flöhaer Stadtrat, dass Wiedemann in das Ehrenbuch der Stadt Flöha aufgenommen wird. Diese Eintragung fand im Rahmen der Stadtratssitzung im Januar 2015 in der Mensa der Oberschule Flöha-Plaue statt.
Im März 2023 nahm Wiedemann als Anbieter eines Roloplan-Drachens von 1915 an der ZDF-Sendung Bares für Rares teil.